# Ідіот (фільм, 1958)
Ідіот (рос. Идиот) — радянський кольоровий художній фільм 1958 року за мотивами першої частини однойменного роману Федора Достоєвського. Найкращий фільм 1958 року за версією журналу «Радянський екран».
Перша серія фільму, знятого за першою частиною однойменного роману Ф. М. Достоєвського («Ідіот»). Фільм отримав другу премію на Всесоюзному кінофестивалі у Києві 1959 року. Згоду на зйомки у другій серії фільму Юрій Яковлєв не дав, тому що після зйомок першої серії він знаходився у важкому душевному стані, а режисер Іван Пир'єв відмовився прийняти на роль іншого актора. Тому вона так і залишилася незнятою.

## Сюжет
Князь Мишкін (Юрій Яковлєв) повертається в Росію зі Швейцарії, де він проходив лікування в психіатричній клініці. У поїзді, по дорозі в Петербург, князь знайомиться з Парфеном Рогожиним, який розповідає йому про своє пристрасне кохання до Настасьї Пилипівни (Юлія Борисова), колишньої утриманки мільйонера Тоцького. У Петербурзі князь потрапляє в будинок своєї далекої родички — генеральши Єпанчиної, знайомиться з її чоловіком, її дочками, а також секретарем генерала Ганею Іволгіним. Випадково побачений на столі у генерала портрет Настасьї Пилипівни справляє на князя велике враження…

## У ролях
- Юрій Яковлєв —  князь Мишкін
- Юлія Борисова —  Настасья Пилипівна
- Микита Подгорний —  Ганя Іволгін
- Леонід Пархоменко —  Парфен Рогожин
- Раїса Максимова —  Аглая Єпанчина
- Віра Пашенна —  генеральша Єпанчина
- Микола Пажитнов —  генерал Єпанчин
- Клавдія Половикова —  Ніна Олександрівна Іволгіна
- Іван Любєзнов —  генерал Іволгін
- Олеся Іванова —  Варвара Ардаліонівна Птіцина (Іволгіна), сестра Гаврила (Гані) Іволгіна
- Володимир Муравйов —  Фердищенко
- Сергій Мартінсон —  Лебедєв
- Павло Стрелін —  Тоцький
- Григорій Шпігель —  Птіцин
- Галина Самохіна —  Олександра Єпанчина
- Раїса Куркіна —  Аделаїда Єпанчина
- Андрій Файт —  людина зі свити Рогожина
- Еммануїл Геллер —  гусар зі свити Рогожина
- Микола Горлов —  людина зі свити Рогожина
- Микола Кутузов —  жадібний чиновник
- Віктор Гераскін —  барон фон Шибрек

## Знімальна група
- Сценарій і постановка:  Іван Пир'єв
- Головний оператор:  Валентин Павлов
- Художник:  Стален Волков
- Музика:  Микола Крюков
- Звукооператор: Євгенія Індліна
- Режисер: Володимир Семаков
- Костюми: Костянтин Савицький
- Монтаж: Анна Кулганек
- Грим: Анна Патеновська
- Текст пісень:  Михайло Матусовський
- Редактор: Григорій Марьямов
- Оператор: Володимир Мейбах
- Асистенти: Юрій Данилович, Діляра Востокова,  Гусейн Ахундов, Анатолій Баранов
- Комбіновані зйомки:
  - Оператор — Борис Арецький
  - Художник — Людмила Александровська
- Директор картини:  Ісаак Біц
- Диригент:  Вероніка Дударова (Оркестр Управління по виробництву фільмів)